# Robert Fico
Robert Fico (Nagytapolcsány, 1964. szeptember 15. –) szlovák jogász, politikus, a baloldali populista Irány – Szociáldemokrácia (SMER-SD) párt elnöke. 2006–2010 és 2012–2018 között, illetve 2023. október 25-től ismét Szlovákia miniszterelnöke.
A 2000-es évek óta Szlovákia egyik legmeghatározóbb politikusa: ő vezette leghosszabb ideig kormányfőként az országot; ő nyerte a legtöbb választást; egy alkalommal pártjával abszolút többséget tudott szerezni; és helyrehozhatatlannak tűnő bukás után is vissza tudott térni a hatalomba. Tíz évnyi kormányzása alatt ugyanakkor sem jelentős reformok, sem átfogó politikai vízió nem fűződik nevéhez, a napi politikai ügyeket leszámítva nem tudott érdemi eredményt felmutatni. Politikai pozícióját baloldali populistának és sovinisztának minősítik.
1986-ban csatlakozott a Csehszlovák Kommunista Párthoz, majd 1990-ben a kommunista utódpárthoz, a Demokratikus Baloldal Pártjához (SDĽ). 1992-ben választották először parlamenti képviselővé, később 1999-ben megalapította a Smer pártot, ezzel kettészakítva a korábbi pártját. 2005-ben a korábbi pártja beolvadt Fico pártjába. 2006-ban megnyerte a parlamenti választást és megalakíthatta az első Fico-kormányt. A 2010-es szlovákiai parlamenti választáson az ellenzéki pártok többséget szereztek és leváltották Fico kormányát, azonban Iveta Radičová kormánya 2012-ben összeomlott, és a 2012-es szlovákiai parlamenti választás után újra Fico alakíthatott kormányt. A 2014-es szlovákiai elnökválasztáson Fico alulmaradt Andrej Kiskával szemben. Kormányzásával kapcsolatban az egyik fő kritika, hogy a Smer oligarchái számára kedvező korrupt rendszert épített, a politikusok és gazdasági hátországuk az igazságszolgáltatás számára érinthetetlennek számítottak. 2018-ban a Ján Kuciak újságíró meggyilkolása utáni tömegtüntetések miatt lemondott. A 2023-as szlovákiai parlamenti választást ismét megnyerte, és újra kormányt alakíthatott. Fico első intézkedésként megszüntette Ukrajna katonai támogatását, átvette a jelentős média irányítását, és megszüntette a korrupcióval foglalkozó különleges ügyészséget. 2024. május 15-én Juraj Cintula sikertelen merényletet kisérelt meg Fico ellen. 2024 decemberében Fico találkozott Putyinnal, aminek a hatására tömegtüntetések kezdődtek meg Fico oroszbarát politikája és az ország európai irányvonalának megváltoztatása ellen, valamint Fico lemondását követelve.
Első kormányzása alatt számos magyarellenes intézkedést hozott; ezek közé tartozott Malina Hedvig megverésének eltussolása és a nyilvánosság előtt történt meghurcolása, a magyarok és németek kollektív bűnösségét rögzítő Beneš-dekrétumok megerősítése, a szlovák nyelvtörvénynek a magyar nyelvhasználatot korlátozó módosítása, Sólyom László akkori magyar államfő kitiltása Szlovákiából és a kettős állampolgárság megtiltása, de ekkor történt a dunaszerdahelyi szurkolóverés is. Második és harmadik kormányfői ciklusa alatt fokozatosan jó politikai kapcsolatokat épített ki Orbán Viktor magyar miniszterelnökkel, azonban – bár jelentősebb számban további súlyos magyarellenes intézkedéseket nem vezettek be − a korábbi, a magyarok számára hátrányos jogszabályokon nem változtattak. Ebben az időszakban inkább olyan ügyek kerültek előtérbe, amelyekben a két kormány egy platformra került, mint az Európai Unió hatásköreinek bővítése elleni vagy a migráció elleni küzdelem.

## Magánélete
Sorkatonai szolgálatának végeztével, 1988-ban kötött házasságot egy zsolnai ügyvédnővel és egyetemi docenssel, Svetlana Svobodovával, akivel együtt tanult az egyetemen. A mézesheteket Máltán töltötték, amely sokak szerint csak úgy volt lehetséges, hogy Ficónak erős protekciója volt a kommunista pártnál.
Egy fiuk született, Michal, aki később a közgazdaságtudományi egyetemen tanult Pozsonyban. 2020-ban Michal is megházasodott, két évvel később lánya született, aki Fico egyetlen unokája.
Anyanyelvén kívül folyékonyan beszél angolul és oroszul.
1984-ben még ateistának határozta meg magát, 2014-ben viszont már vallásos katolikusként nyilatkozott magáról.

### Házasságon kívül folytatott kapcsolatai
2010-ben és 2013-ban is nyilvánosságra került, hogy viszonyt folytat a titkárnőjével, Jana Halászovával, akinek családtagjai is álláshoz jutottak volna Fico révén különböző minisztériumokban, továbbá Fico közpénzből finanszírozta volna egy közös vacsorájukat.
2020-ban egy másik nővel való viszonya is napvilágra került: Katarína Szalayovát azonosították Fico újabb szeretőjeként, aki az ügyészség alkalmazásában állt és havi 600 eurós fizetése volt, mialatt egy 40 ezer euró értékű luxuskocsival járt. Szalayová később Fico egykori miniszterelnökhelyettesének, Robert Kaliňáknak az alkalmazásába került egy ügyvédi irodában.

## Pályája
Munkáscsalád gyermekeként született. Édesapja Ľudovít Fico targoncás volt, édesanyja Emília cipőbolti dolgozó. A családban hárman voltak testvérek, ő a másodikként született. Bátyja Ladislav, húga Lucia.
A család egy ideig Nyitrakörtvélyesen élt, és később költöztek át Nagytapolcsányba.
Pozsonyban, a Comenius Egyetem jogi karán végzett, majd a Szlovák Tudományos Akadémia Állam- és Jogtudományi Intézetének munkatársa lett. 1986-ben, az utolsó években belépett a Csehszlovák Kommunista Pártba. Tipikus utánpótláskádernek számított; többször utazhatott nyugatra, apósa pedig a kommunista legfelsőbb bíróság alelnöke volt.
1990 januárjától, épp a bársonyos forradalom után, egy rövid időszakot tanulmányi célból az Egyesült Államokban töltött.
1992-ben a kommunista utódpárt, a Demokratikus Baloldal Pártja (SDĽ) tagja lett, és 28 évesen képviselővé választották. A párt alelnöki posztjáig emelkedett, a szlovák igazságügyi minisztérium jogi intézetének helyettes vezetője és Szlovákia képviselője lett az Emberi Jogok Európai Bíróságán (1994–2006). 1995-ben a pártelnökségért is indult, de visszalépett (állítólag zsarolás hatására).
1998-ban pártja az első Dzurinda-kormány mögötti koalíció második legerősebb ereje lett, de Fico, hiába volt a baloldal legnépszerűbb politikusa, nem kapott pozíciót. 1999-ben az SDĽ szétszakadt, és ekkor Fico megalapította a Smert, melyet harmadikutas pártként határozott meg, mivel a baloldali tér foglalt volt és lejáratottnak is számított. A korábbi miniszterelnök Vladimír Mečiar pártjában csalódott privatizátorok, oligarchák egy részét meggyőzte róla, hogy a Smert is támogassák, így biztosította annak pénzügyi hátterét. A 2002-es választáson 13,5%-os eredménnyel a harmadik helyen végzett, és ellenzékbe került, ami csalódást keltő eredmény volt számára.
A jobboldali második Dzurinda-kormány szerkezeti reformjait a magát már hivatalosan szociáldemokrata pártként meghatározó Smer baloldali populizmussal támadta, ami sikeresnek bizonyult. Fico karizmatikus politikus, aki éveken keresztül fáradhatatlanul járta az országot. Sokat épített az elégedetlenségre a intézkedéseinek az életszínvonalra gyakorolt hatása miatt, és gyakran pengetett kisebbségellenes húrokat.
A Vladimír Mečiarhoz fűződő viszonya ellentmondásos volt. Volt olyan időszak, amikor közeledni próbált Mečiar pártjához – amely 2006-ban is a törvényhozásba került –, de súlyos megjegyzések is elhangzottak közöttük (például egy ízben Mečiar reménytelen karrieristának nevezte Ficót.)

### Első kormányzása (2006–2010)
A 2006-os szlovákiai parlamenti választáson, június 17-én a Smer a szavazatok 29,1%-át nyerte el, 11 százalékponttal megelőzve Mikuláš Dzurinda addigi miniszterelnök pártját, a Szlovák Demokratikus és Keresztény Uniót (SDKÚ). A Smer 50 mandátumot szerzett a 150 fős szlovák parlamentben. Fico ezután elfoglalhatta a kormányfői széket.
A 2006-os év egyik legismertebb „Google-bombája” volt, amikor a „populista” szó keresését valaki úgy irányította át, hogy Fico honlapjára mutasson.[forrás?]
Malina Hedviget 2006 augusztusában ismeretlenek megverték Nyitrán, mert magyarul beszélt mobiltelefonjába az utcán. Az eset után alig két héttel Fico és Robert Kaliňák belügyminiszter sajtótájékoztatón jelentette be, hogy a rendőrség leállítja a nyomozást, mert állításuk szerint a lány kitalálta az egész történetet. Később újságírók áttanulmányozták a nyomozás anyagait, és kiderítették, hogy Kaliňák olyan „bizonyítékokat” hozott fel, amelyek a kihallgatási jegyzőkönyvben egyáltalán nem szerepelnek. 2007 májusában vádat emeltek Malina Hedvig ellen hamis tanúzás és hamis eskütétel miatt, mely miatt akár öt év szabadságvesztésre is számíthatott. Malina Hedvig 2016 februárjában kérvényezte, hogy ügyét magyarországi bíróságnak adják át, amely két évvel később felmentette őt a rágalmak alól. Az elkövetőket, akik megverték őt, soha nem fogta el a szlovák rendőrség.

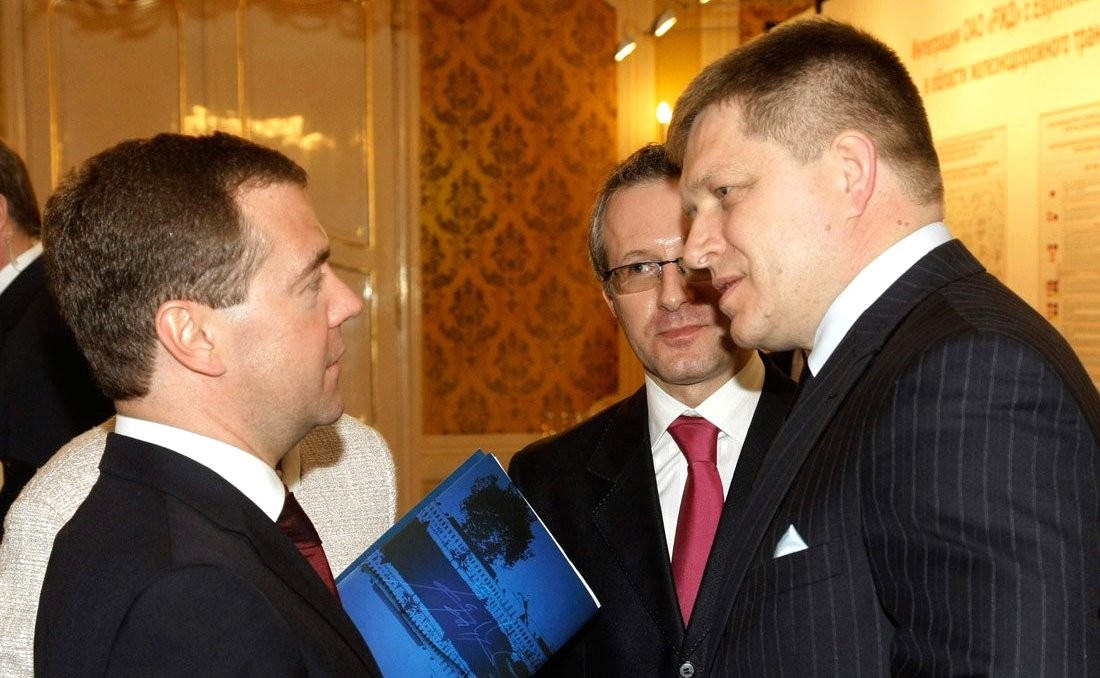
Dmitrij Medvegyevvel annak szlovákiai látogatásán (2010)

Kormányzása alatt számos magyarellenes, szlovákosító intézkedést vezettek be. Kormánya az önkormányzatok finanszírozását 2006 őszén úgy változtatta meg, hogy az egyes önkormányzatoknak jutó állami támogatás mértékét befolyásolja az adott település tengerszint feletti magassága. Szlovákiában a magyarok döntően az ország déli, nagyrészt alacsonyan fekvő területén élnek, míg a szlovákok jellemzően az északabbi, hegyvidéki területeken, így a magyar többségű települések jelentősen kisebb bevételre jogosultak a szlovák többségű településeknél. 2007-ben megerősítették a magyarok kollektív bűnösségét rögzítő Beneš-dekrétumokokat. 2008-ban Dunaszerdahelyen egy mérkőzésen ok nélkül brutálisan megverték a rendőrök a DAC futballcsapat szurkolóit, közülük többen életveszélyes állapotba kerültek. A szlovák nyelvtörvény módosításával jelentősen korlátozták a magyarok anyanyelvhasználatát, a szlovákiai magyar iskolákban használt tankönyvekbe szlovákul kerültek be a helységnevek, 2009-ben kitiltották Szlovákiából Sólyom László akkori köztársasági elnököt. és 2010-ben betiltották a felvidéki magyarok számára a kettős állampolgárság lehetőségét.

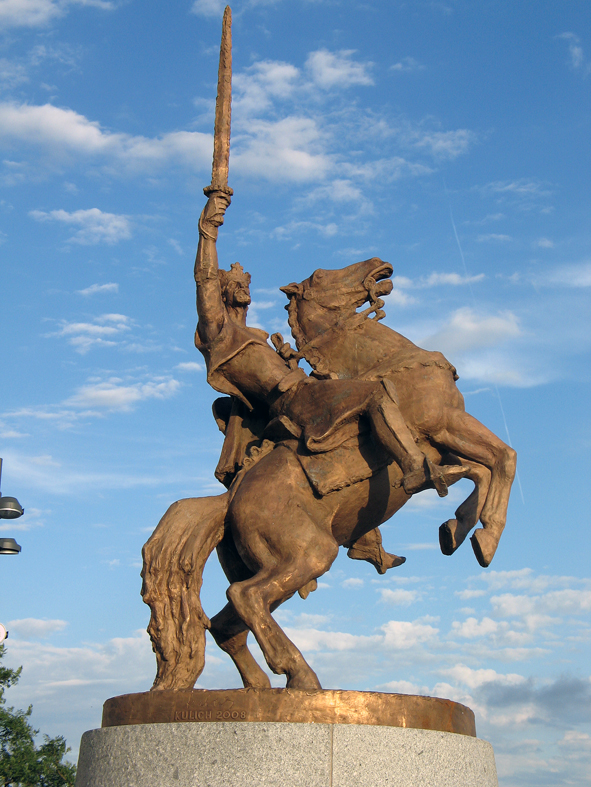
I. Szvatopluk morva fejedelemnek a 2010-es választás előtt felállított lovasszobra a pozsonyi várban

2010-ben a pozsonyi várudvaron I. Szvatopluk morva fejedelmet ábrázoló szobrot állítottak fel, melyen a zsidók deportálásában részt vevő, nácibarát Hlinka-gárda szimbóluma látható. A szobrot Ján Kulich szobrászművész készítette, aki a kommunista diktatúra idején a párt udvari művésze volt.
Szlovákia ebben az időszakban vált a Schengeni rendszer (2007) és az eurózóna (2009) részévé, de ez alapvetően még a Dzurinda-kormány érdeme volt.
Pártja az első helyen végzett a 2010. június 12-én tartott választáson és június 14-én Ivan Gašparovič köztársasági elnök Ficót bizta meg kormányalakítással. Fico a megbízást elvállalta, de nem sikerült biztosítania a parlamenti többséget, így végül ellenzékbe vonult.

### Második és harmadik kormányzása (2012–2018)
A 2012-es szlovákiai parlamenti választáson a Smer abszolút többséget szerzett, ami először sikerült egy pártnak az ország történetében.

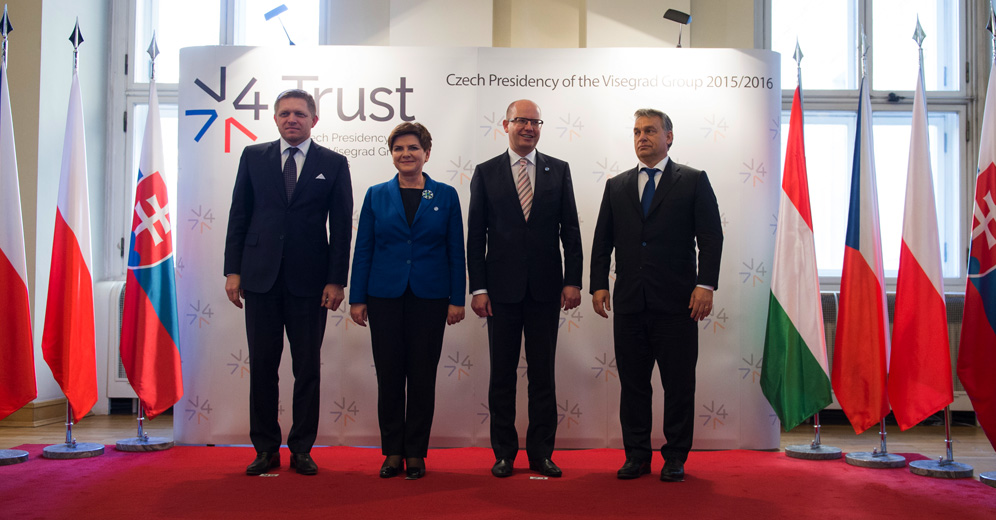
A V4 kormányfőinek prágai találkozóján 2015-ben

Második és harmadik kormányfői ciklusa alatt fokozatosan jó személyes kapcsolatokat épített ki Orbán Viktor magyar miniszterelnökkel, így – bár a korábbi, a magyarok számára hátrányos jogszabályokon nem változtattak − további súlyos magyarellenes intézkedéseket nem vezettek be. Ebben az időszakban inkább olyan ügyek kerültek előtérbe, amelyekben a két kormány egy platformra került, mint az Európai Unió hatásköreinek bővítése elleni vagy a migráció elleni küzdelem. Ugyanakkor, bár a V4-es találkozókon kritizálta az uniós bürokráciát, Brüsszelben az európai együttműködés feltétlen hívének mutatta magát, és Szlovákiát az uniós mag részévé kívánta tenni.
2014-ben indult az elnökválasztáson. Az első fordulóban a legtöbb szavazatot szerezve jutott be a második fordulóba, ott azonban már jelentős vereséget szenvedett riválisától, Andrej Kiska független jelölttől.
2018-ban az Alkotmánybíróság élére való távozását készítette elő, ám ezt keresztülhúzta a Ján Kuciak tényfeltáró újságíró meggyilkolása utáni belpolitikai válság. Kuciak, aki adócsalásokat tárt fel főleg, Fico pártjának, a Smer-SD-nek és az olasz maffiának a kapcsolatát feltáró cikken dolgozott, amikor 2018. február végén meggyilkolták őt és menyasszonyát nagymácsédi otthonukban. A gyilkosság után rengeteg nyomozati anyag, bizonyíték jutott a sajtóhoz, melyek szerint a szlovák állam lényegében bűnszervezetként működött. Ennek hatására tüntetéssorozat tört ki Szlovákiában, és március 13-án először Robert Kaliňák belügyminiszter, majd két nappal később, március 15-én maga Fico is benyújtotta lemondását. Kormányzásával kapcsolatban az egyik fő kritika, hogy a Smer oligarchái számára kedvező korrupt rendszert épített, a politikusok és gazdasági hátországuk az igazságszolgáltatás számára érinthetetlennek számítottak.
Lemondása inkább taktikai lépésnek volt tekinthető: kormányfővé pártja súlytalan tagját, Peter Pellegrinit jelölte, de pártelnökként és a koalíció meghatározó politikusaként befolyása 2020-ig megmaradt.

### Negyedik kormányzása (2023−)
A 2023-as előrehozott választást megnyerve, koalíciós kormány élén (Smer–SD, Hlas–SD, SNS) 2023. október 25-től ismét Szlovákia miniszterelnöke lett. A 2024-es szlovákiai elnökválasztáson jelöltjét, Peter Pellegrinit elnökké választották. Győzelmük után elkezdték lebontani azokat az intézményeket, illetve eltávolítani vezetőiket, amelyek a Kuciak-gyilkosság utáni nyomozást vezették, az ez ellen tiltakozó ellenzékieket pedig hazaárulónak és háborúpártinak nevezték.

#### Merénylet
2024. május 15-én, Nyitrabányán meglőtték a miniszterelnököt, akit ezt követően kórházba szállítottak. Az elkövetőt, Juraj Cintula lévai amatőr írót, költőt a helyszínen letartóztatta a rendőrség. A szemtanúk sebeket a miniszterelnök mellkasán és fején láttak. A belügyminisztérium megerősítette, hogy a lövöldözés egy merénylet volt. Helyi idő szerint 16:00 körül Fico Facebook-oldalán megjelent egy poszt, hogy a miniszterelnök életveszélyes állapotban van és, hogy helikopterrel Besztercebányára szállítják. 2024. május 19-én azonban a besztercebányai kórház helyettes vezetője bejelentette, hogy „egyelőre elmúltak a legrosszabb félelmek,” azaz már túl van az életveszélyen, de a felépülése akár eltarthat 2024 végéig is. 2024. május 28-án a besztercebányai kórház egy közleményt adott ki, melyben kijelentették, hogy Fico „állapota lassan, de folyamatosan javul.”

## Történelemhamisító tevékenysége
Miután Robert Fico meghirdette az ún. „észszerű historizmus” koncepcióját 2009-ben, a szlovák történelemkönyveket egyre gyorsabb ütemben írták újra, és fokozatosan a „nemzeti büszkeség” szellemében. Ez Krekovič, Mannová és Krekovičová szerint semmi más, mint a történelem hamisítása. Az ilyen új találmányok például Nagymorávia, mint a „(ős)-szlovák” állam, vagy az „ős-szlovák” kifejezés maga, sok olyan „hagyománynak” a felelevenítésével együtt, amelyek valójában nem is léteztek, vagy nem szlovákok voltak azelőtt.
A koncepció kritikát kapott Szlovákiában is, ahol rámutattak, hogy a „proto-szlovák”, azaz az „ős-szlovák” kifejezés nem található meg semmilyen komoly kiadványban, egyszerűen azért, mert nincsen tudományos alapja. Miroslav Kusý kifejtette, hogy az ilyen tudományosan megalapozatlan retorika használatával Fico célja a nemzeti öntudat erősítése a történelem meghamisításán keresztül. Ennek következtében az „észszerű historizmus” koncepció keretében tanított szlovák történelem jelentősen eltér az egész Európában elfogadott történettudományi konszenzustól. A szlovák történelem „nemzeti érzés” szellemében átírt verziója negatívan hatott a magyar-szlovák kétoldalú kapcsolatokra, és a mai napig akadályozza a közös magyar-szlovák történelemkönyv megszületését, ahogy az a francia-német esetben történt.